# Unita Blackwell

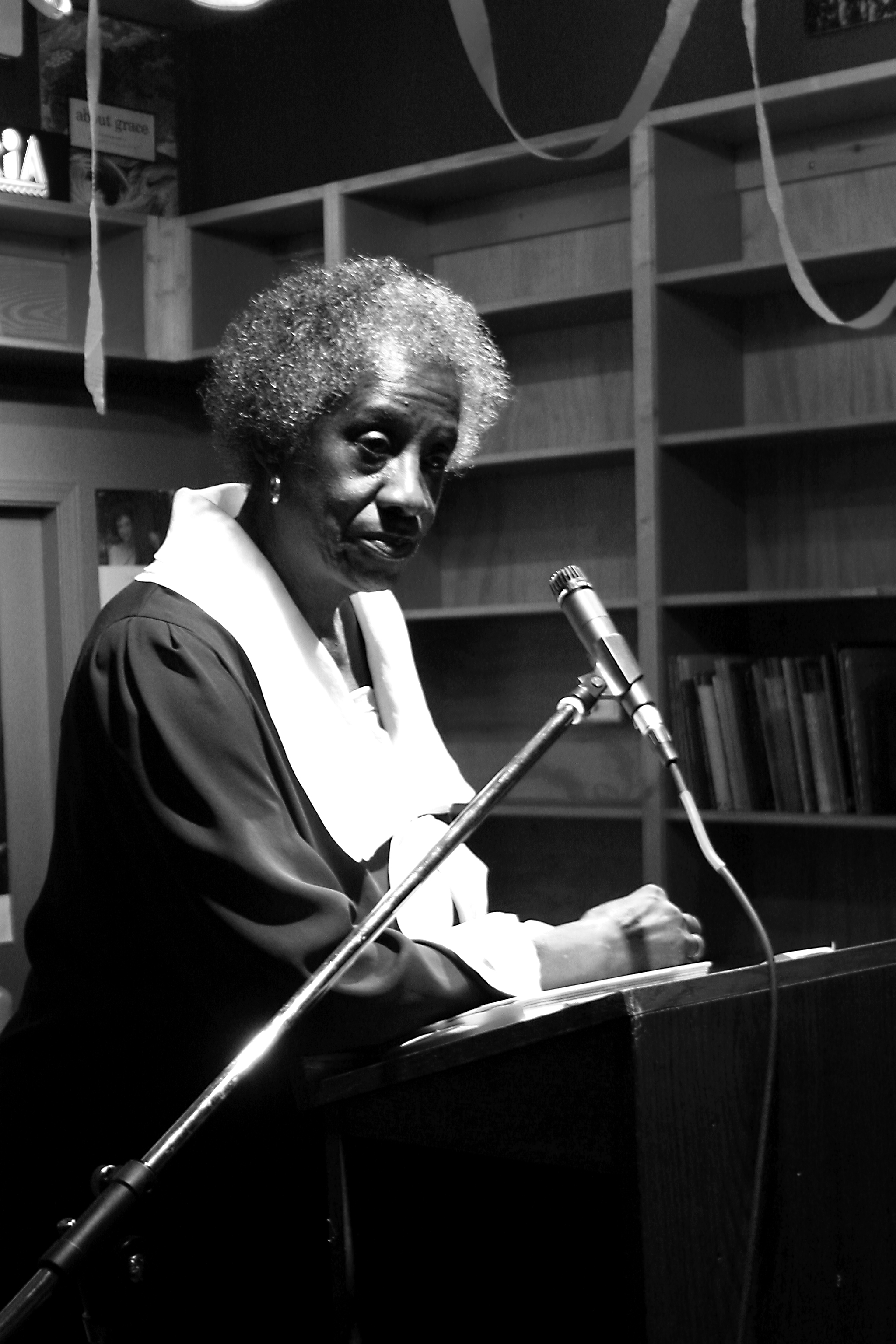
Blackwell 1980

Unita Zelma Blackwell (geb. U. Z. Brown; 18. März 1933 in Lula, Coahoma County, Mississippi – 13. Mai 2019 in Ocean Springs, Mississippi) war eine US-amerikanische Aktivistin, die sich in der Bürgerrechtsbewegung für Menschenrechte einsetzte. Sie war die erste afroamerikanische Frau, die in Mississippi zur Bürgermeisterin gewählt wurde.:10
Blackwell war Projektleiterin des Student Nonviolent Coordinating Committee (SNCC) und half in Wahlkämpfen zugunsten afroamerikanischer Kandidaten in Mississippi. Sie war Mitgründerin des Verbandes US–China Peoples Friendship Association, der einen kulturellen Austausch zwischen den USA und China betrieb. 2006 veröffentlichte sie die Autobiografie Barefootin’. Life Lessons from the Road to Freedom, die ihre Aktivitäten detailliert beschreibt.

## Kindheit und Jugend
U. Z. Brown wurde am 18. März 1933 in Lula geboren; ihre Eltern, Virda Mae and Willie Brown, waren Sharecroppers.:10 Ihr Onkel gab ihr den Namen U. Z., den sie bis zur 6. Klasse behielt, als ein Lehrer sagte, dass sie einen richtigen Namen brauche. Sie entschied sich mit dem Lehrer für Unita Zelma.:11, 47–48
Als sie drei Jahre alt war, floh ihr Vater nach Memphis, Tennessee, wohin seine Frau und Tochter ihm bald folgten.:13 Die Familie zog mehrfach auf der Suche nach Arbeit weiter.:15 Am 20. Juni 1938 trennten sich ihre Eltern wegen religiöser Differenzen. Mutter und Tochter zogen nach Helena-West Helena, Arkansas, zu einer Großtante, damit Unita Schulbildung erhielt.:13 In Mississippi war das nicht möglich, denn schwarze Kinder durften dort die Schule nur zwei Monate besuchen und mussten dann wieder auf Baumwollfeldern arbeiten. Während sie in West Helena lebten, besuchte sie oft ihren Vater in Memphis. In den Sommermonaten lebte sie mit ihren Großeltern in Lula, wo sie auf den Baumwollfeldern half.:13–14 Während ihrer Kindheit verbrachte sie viel Zeit auf den Feldern in Mississippi, Arkansas und Tennessee, für 3 $ am Tag, außerdem mit Tomatenschälen in Florida. Mit 14 beendete sie die Schule nach der 8. Klasse, der Abschlussklasse einer kleinen Schule in Westside für schwarze Kinder.:48–49 Sie musste Geld für ihre Familie verdienen.:15

### Ehe
Mit 25 Jahren lernte sie Jeremiah Blackwell kennen, der als Koch für das U.S. Army Corps of Engineers arbeitete.:52–53 Einige Jahre später reisten sie nach Clarksdale, Mississippi, und wurden von einem Friedensrichter getraut.:101 Im Januar 1957 erkrankte Unita Blackwell schwer, kam ins Krankenhaus in West Helena und wurde für tot erklärt. Sie lebte jedoch und erklärte später, eine Nahtod-Erfahrung erlebt zu haben.:56–58 Der einzige Sohn des Paares, Jeremiah (Jerry), wurde am 2. Juli 1957 geboren.:55:101 1960 starb die Großmutter ihres Mannes, genannt Miss Vashti. Sie hinterließ ihm ein Shotgun House in Mayersville, Issaquena County, Mississippi, einer Siedlung (Town) mit etwa 300 Einwohnern, das das Paar einige Monate später bezog.:101 In Mayersville begann Blackwell, sich für die Bürgerrechtsbewegung einzusetzen.

## Bürgerrechtsbewegung

### Diskriminierung bei der Wahl
Blackwell schloss sich der Bürgerrechtsbewegung im Juni 1964 an, als zwei Aktivisten des Student Nonviolent Coordinating Committee nach Mayersville kamen, um in der Kirche, der sie angehörte, Versammlungen zum Wahlrecht von Afroamerikanern abzuhalten.:65–74 In der folgenden Woche gingen sie und sieben weitere Personen zum Gerichtshaus, um einen Test zu machen, der die Bedingung für einen Eintrag ins Wahlregister war.:3–8, 75 Während sie außerhalb des Gerichtshauses warteten, versuchte eine Gruppe weißer Farmer sie zu verscheuchen.:3–8, 75 Ihre Gruppe wartete den ganzen Tag, doch nur zwei von ihnen konnten den Test machen. Der erlebte Rassismus machte den Tag zum Wendepunkt ihres Lebens, wie Blackwell sagte.:7 Unita und Jeremiah verloren ihre Arbeit, als ihr Arbeitgeber erfuhr, dass sie zu der Gruppe gehörten, die sich für die Wahl registrieren lassen wollte.:75–76
Blackwell versuchte drei weitere Male, die Registrierung für die Wahl zu erreichen. Im Frühherbst bestand sie den Test und war berechtigt zu wählen.:76–77, 103–104 Wegen ihres Einsatzes in der Kampagne für das Wahlrecht wurde sie, wie andere, ständig belästigt.:16

### SNCC und andere Bewegungen
Nachdem Blackwell 1964 Fannie Lou Hamer getroffen und von ihren Erfahrungen in der Bürgerrechtsbewegung gehört hatte, schloss sie sich der Student Nonviolent Coordinating Committee (SNCC) an.:82–83:468 Sie wurde Projektleiterin für SNCC und organisierte Kampagnen zur Wahlregistrierung in Mississippi.:83–92 Noch im selben Jahr wurde sie Mitglied im Vorstand der Mississippi Freedom Democratic Party (MFDP).:104–106:21 Ende August 1964 reiste sie mit 67 anderen MFDP-Delegierten zur Democratic National Convention in Atlantic City, New Jersey.:106–117
1965 war Blackwell an der Einführung des Head-Start-Programms für schwarze Kinder im Mississippi-Delta beteiligt, das von der Child Development Group of Mississippi geleitet wurde. In den späten 1960er Jahren arbeitete Blackwell als Spezialistin für Gemeindeentwicklung mit dem National Council of Negro Women. In den 1970er Jahren wirkte sie durch diesen Rat an einem Programm für die Entwicklung von Wohnraum für Menschen mit geringem Einkommen mit und ermutigte Menschen im ganzen Land, Häuser zu bauen. Während ihres Einsatzes für die Bürgerrechtsbewegung war sie mehr als 70-mal im Gefängnis, im Zusammenhang mit ihren Protesten und Aktionen.:16

## Politische Karriere
Ab 1973 nahm Blackwell an 16 diplomatischen Reisen nach China teil, darunter einer Reise mit der Schauspielerin Shirley MacLaine 1973 für den Film The Other Half of the Sky. Als Teil ihres Einsatzes für bessere Beziehungen zwischen den USA und China war Blackwell sechs Jahre lang Vorsitzende der US–China Peoples Friendship Association, einer Gesellschaft für den Kulturaustausch zwischen den USA und China. 1979 wurde Blackwell für die Kommission für das Internationale Jahr des Kindes ernannt.:16
Sie wurde 1976 zur Bürgermeisterin von Mayersville gewählt und blieb bis 2001 im Amt. Sie war damit die erste afroamerikanische Frau in Mississippi in einer solchen Position.:418–19, 504 Zu ihren Aufgaben gehörte der Bau neuer Wohnviertel. Blackwell erreichte Zuschüsse aus dem Bundeshaushalt, um Mayersville mit Polizei und Brandschutz auszurüsten, sowie für Wasserversorgung, befestigte Straßen, Wohnraum für Senioren und Menschen mit Behinderung und weitere Infrastruktur. Sie erregte landesweite Aufmerksamkeit, als sie sich für den Bau von erschwinglichen Wohnungen einsetzte.:16
Sie gründete als Teil der Entwicklungsmaßnahmen die Mississippi Action for Community Education (MACE), eine Organisation zur Gemeindeentwicklung in Greenville, Mississippi. Von 1990 bis 1992 war Blackwell Präsidentin der National Conference of Black Mayors.:504 1991 war sie Mitgründerin der Black Women Mayors’ Conference und wirkte als ihre erste Vorsitzende.
Blackwell war als eine Stimme für ländliche Entwicklung anerkannt. 1979 lud Präsident Jimmy Carter sie zu einem Energiegipfel nach Camp David ein. Sie wurde 1992 als MacArthur Fellow geehrt und erhielt Fördermittel von 350.000 $ für ihr Projekt des Deer River Wohnungsbaus und anderer kreativer Lösungen für Probleme von Unterbringung und Infrastruktur in ihrem Staat. Blackwell bewarb sich 1993 um eine Kandidatur für den Kongress der Vereinigten Staaten, aber sie wurde von Bennie Thompson in der Primary geschlagen.
Blackwell schrieb, mit Unterstützung von JoAnne Prichard Morris, eine Autobiografie, die ihr Leben behandelt und 2006 erschien.

## Krankheit und Tod
Im Januar 2008 verschwand Blackwell während einer Gedenkveranstaltung für Martin Luther King Jr. in Atlanta aus ihrem Hotel und wurde am Hartsfield-Jackson International Airport gefunden. Sie war angeblich in einem Frühstadium von Demenz. Ab 2014 soll sie in einem Altersheim an der Golfküste von Mississippi gelebt haben.
Blackwell starb, am 13. Mai 2019 in einem Krankenhaus in Ocean Springs (Mississippi) an Herz- und Lungenversagen sowie Komplikationen von Demenz, wie ihr Sohn mitteilte.